# Jonas Jonasson
Pär-Ola Jonas Jonasson (született: Per Ola Jonasson; Växjö, 1961. július 6. –) svéd újságíró és író. Hogränben él Gotlandon.

## Életrajza
Egy mentősofőr és egy ápolónő fia, Jonasson a dél-svédországi Växjőben született és nőtt fel. Miután nyelveket tanult a Göteborgi Egyetemen, Jonasson újságíró lett a växjöi Smålandsposten napilapnál, majd később az Expressen svéd esti bulvárlapnál, ahol 1994-ig maradt. 1996-ban megalapította a később sikeres OTW médiavállalatot, de a 2000-es években súlyos kiégésben szenvedett, és 20 év médiaiparban töltött év után kénytelen volt otthagyni régi életét (2003-ban hagyta abba a munkát, miután két nagyobb hátműtéten esett át, és túlterhelt volt). Eladta a cégét, majd a svájci Ticino kantonba költözött, ahol 2010-ig élt, és egyúttal megírta a A százéves ember, aki kimászott az ablakon és eltűnt című regényét, amelyre sok éven át készült. A regény 2009-ben jelent meg Svédországban.

### Könyvei
Debütáló regénye, A százéves ember, aki kimászott az ablakon és eltűnt (Hundraåringen som klev ut genom fönstret och försvann) 2009-ben jelent meg a Piratförlaget kiadónál. A regény 2010 legkelendőbb könyve lett Svédországban, minden kategóriában és 2011-ben is még mindig Svédország legkelendőbb regénye maradt. 2018-ban a teljes példányszám meghaladta az egymillió példányt Svédországban, 4,4 milliót Németországban és további négymilliót a világ többi részén. A könyvet 45 országban/nyelvi területen értékesítették (2018). Társasjáték is lett belőle.
2013-ban az azonos című film a valaha volt egyik legdrágább svéd játékfilm lett (Robert Gustafssonnal a főszerepben és Felix Herngren rendezésében), és 2013 karácsonyi premierjén megdöntötte a modern svéd közönségrekordot.
A százéves, aki kilépett az ablakon és eltűnt című regény elnyerte a 2010-es Könyvesbolt-díjat és a legjobb hangoskönyv-élményért járó Iris Hangoskönyv-díjat, amelyet Björn Granath színész olvasott fel. A könyvvel 2012-ben Jonasson elnyerte a Mayersche német könyvesbolt M-Pionier irodalmi díját is.
2013 szeptemberében jelent meg Jonasson második regénye, Az analfabéta, aki tudott számolni (Analfabeten som kunde räkna), amely egy sowetói árváról szól, aki véletlenül bekapcsolódik a nemzetközi politikába, és azonnal a második helyre került a svéd eladási listán, nem sokkal később pedig az első helyre Németországban és Svájcban, majd rövid időn belül, 2013 őszren egymillió nyomtatott példánynál tartott.
2015-ben követte a Gyilkos-Anders és barátai (meg akik nem azok) (Mördar-Anders och hans vänner). Ezzel az első három könyve meghaladta a tizenötmillió eladott példányt (2018).
Jonasson negyedik regénye, A százegy éves ember, aki azon gondolkodott, hogy túl sokat gondolkodik (Hundraettåringen som tänkte att han tänkte för mycket) a debütáló regény folytatása és 2018 nyarán jelenik meg, először Hollandiában (július), majd Nagy-Britanniában (augusztus), Svédországban (augusztus), Németország (október) és a világ többi részén fokozatosan.
Az ötödik regény 2020-ban jelent meg Édes a Bosszú Részvénytársaság (Hämnden er ljuv AB) címmel. A könyv egy műkereskedőről, egy lányról és egy sámánról szól.
Hatodik könyve, a A próféta és a hülye (Profeten och idioten) egy nőről szól, aki megjósolja a világvégét. A könyv 2022-ben jelent meg.

### Egyéb tevékenységek
2011 nyarán Jonas Jonasson a Sommar vendége volt a P1-en, és ugyanazon év decemberében részt vett az SVT Sommarpratarna című műsorában. 2012 nyarán az Expressen újság ideiglenes rovatvezetője volt.
Jonasson a växjöi Östers IF labdarúgóklub támogatója.

## Díjai
- 2009 – BMF-plaketten
- 2010 – Svéd Könyvkereskedők Díja[16]
- 2011 – Német Úttörő-díj (M-Pionier Preis) a Mayersche Buchhandlungtól[17]
- 2011 – Dán Hangoskönyv-díj[17]
- 2012 – Prix Escapades[18]
- 2013 – Årets författare (Az év szerzője)[19]

## Könyvei
- 2009 – Hundraåringen som klev ut genom fönstret och försvann, Stockholm: Piratförlaget. Libris 11372486. ISBN 978-91-642-0296-3
- 2013 – Analfabeten som kunde räkna, Stockholm: Piratförlaget. ISBN 9789164203960
- 2015 – Mördar-Anders och hans vänner (samt en och annan ovän), Stockholm: Piratförlaget. ISBN 978-91-642-0477-6
- 2018 – Hundraettåringen som tänkte att han tänkte för mycket, Stockholm: Piratförlaget. ISBN 978-91-642-0579-7
- 2020 – Hämnden är ljuv AB, Stockholm: Piratförlaget. ISBN 978-91-642-3440-7
- 2022 – Profeten och idioten, Bokförlaget Polaris, Stockholm. ISBN 9789177958123
- 2024 – Algot, Anna Stina och det välsignade brännvinet, Bokförlaget Polaris. ISBN 9789177959007

### Magyarul megjelent
- A százéves ember, aki kimászott az ablakon és eltűnt – Athenaeum, Budapest, 2011 · ISBN 9789632931838 · fordította: Kúnos László · felolvasta: Csuja Imre
- Az analfabéta, aki tudott számolni – Athenaeum, Budapest, 2013 · ISBN 9789632932903 · fordította: Kúnos László
- Gyilkos-Anders és barátai, meg akik nem azok – Athenaeum, Budapest, 2015 · ISBN 9789632935102 · fordította: Kúnos László
- A százegy éves ember, aki azon gondolkodott, hogy túl sokat gondolkodik – Athenaeum, Budapest 2018. · ISBN 9789632937762 · fordította: Kúnos László
- Édes a Bosszú Részvénytársaság – Athenaeum, Budapest, 2020 · ISBN 9789635430390 · fordította: Kúnos László
- A próféta és a hülye – Athenaeum, Budapest, 2022 · ISBN 9789635432820 · fordította: Kúnos László
- Algot, Anna Stina és az áldott pálinka – Athenaeum, Budapest, 2024 · ISBN 9789635434565 · fordította: Kúnos László

## Fordítás
- Ez a szócikk részben vagy egészben  a   Jonas Jonasson című angol Wikipédia-szócikk fordításán alapul.  Az eredeti cikk szerkesztőit annak laptörténete sorolja fel. Ez a jelzés csupán a megfogalmazás eredetét és a szerzői jogokat jelzi, nem szolgál a cikkben szereplő információk forrásmegjelöléseként.
- Ez a szócikk részben vagy egészben  a   Jonas Jonasson (författare) című svéd Wikipédia-szócikk fordításán alapul.  Az eredeti cikk szerkesztőit annak laptörténete sorolja fel. Ez a jelzés csupán a megfogalmazás eredetét és a szerzői jogokat jelzi, nem szolgál a cikkben szereplő információk forrásmegjelöléseként.